# 何燏时
何燏时（1878年8月10日—1961年4月21日），名燏时，字燮侯，以字行，北京大学前校长。浙江省绍兴市诸暨赵家镇花明泉村人。何燏时也是著名学者、爱国民主人士。

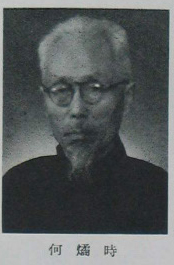
何燏時近照

## 生平
何燏时是当时中国（清朝）最早赴日本留学的学生之一，也是从日本国立大学毕业的第一人。
何燏时早年毕业于日本东京帝国大学（今日本东京大学）工科冶金系。1910年，何燏时获得硕士学位。
何燏时于1908年春回国，初受聘浙江省矿务局技正。民国政府成立后，何燮侯受聘赴北京出任工商部矿政司司长。
1912年，原京师大学堂改名为国立北京大学，何燏时受聘出任国立北京大学的首任校长。1912年12月至1913年11月期间，何燏时为北洋政府时期國立北京大學時期的北京大学校长。
何燏时因与当局办校意见不合，愤然辞去校长职务南归。满洲国成立，曾电报邀请何燏时出任伪教育部部长，待遇优渥，何燏时断然拒绝。
1949年，中华人民共和国成立前夕，何燮侯应邀参加第一次中国人民政治协商会议。并出席中华人民共和国成立仪式开国大典。建国后，何燮侯曾担任浙江省政协副主席，中国国民党革命委员会中央委员等职务。
1961年4月21日，何燏时在浙江省杭州逝世，享年83岁。